# Victor Ikpeba
Victor Ikpeba (ur. 12 czerwca 1973) – nigeryjski piłkarz. Występował z reprezentacją Nigerii podczas mundialu w 1994 i 1998 roku. Brał także udział podczas PNA w 1996 roku.

## Początki kariery
Ikpeba nigdy nie grał profesjonalnie w piłkę w swoim rodzinnym kraju. Doskonalił swoje umiejętności na przedmieściach Lagos, w dzielnicy Yaba. Zagrał tylko jeden sezon w zespole juniorów, po czym został włączony do składu reprezentacji Nigerii juniorów, na Mistrzostwa Świata w Szkocji w 1989 roku. Został tam zauważony przez skautów belgijskiego zespołu RFC Liège, którzy od razu zarekomendowali go, a także kolegę z zespołu Sundaya Oliseha, włodarzom klubu.

## Pobyt w AS Monaco
Grał tam przez cztery lata; po strzeleniu 17 goli w wieku 20 lat w sezonie 1992/1993 przeszedł do AS Monaco, które wtedy trenował Arsène Wenger. W tamtym okresie prezentował się znakomicie, zanotował świetne występny na Olimpiadzie w 1996 roku, a także walnie przyczynił się do wygrania Ligue 1 przez Monaco w sezonie 1996/1997 strzelając 13 bramek. Następnie miał szansę przenosin do włoskiej Regginy, lecz jego żona, która była bardzo niechętna wyjazdu z Francji, nie pozwoliła Victorowi opuścić mieszkania.

## Dalsze próby podbijania Europy
Od 1999 roku Ikpeba grał w Borussii Dortmund, wraz ze swoim kolegą, Sundayem Olisehem. W pierwszym swoim sezonie strzelił tylko dwa gole, ponadto pokłócił się trenerem Matthiasem Sammerem i został zmuszony szukać nowego pracodawcy. Padło na Real Betis, został tam wypożyczony. W Hiszpanii także nie zrobił wielkiej kariery, miał nadwagę i wystąpił w tylko 3 meczach w sezonie. Zdecydował się na desperacki krok – występy w libijskim Al-Ittihad Trypolis. Zawodnik nie rozegrał tam wielu spotkań, w trakcie sezonu rozwiązał kontrakt z klubem z powodów finansowych. Postanowił spróbować jeszcze raz sił w Europie. Trafił do Sportingu Charleroi. Po wygaśnięciu kontraktu wybrał ofertę katarskiego Al-Sadd. Grał tam do końca kariery.